# Llista d'espècies de capònids
Llista d'espècies de capònids, una família d'aranyes araneomorfes descrita per primera vegada per Eugène Simon l'any 1895. Hi ha la informació recollida fins al 12 de gener de 2006, amb 11 gèneres i 70 espècies citades. És una família amb una gran presència a gran part d'Amèrica, i a certes zones d'Àfrica.

## Gèneres i espècies
Calponia
Calponia Platnick, 1993
- Calponia harrisonfordi Platnick, 1993 (EUA)

Caponia
Caponia Simon, 1887
- Caponia abyssinica Strand, 1908 (Etiòpia)
- Caponia braunsi Purcell, 1904 (Sud-àfrica)
- Caponia capensis Purcell, 1904 (Sud-àfrica, Moçambic)
- Caponia chelifera Lessert, 1936 (Moçambic)
- Caponia forficifera Purcell, 1904 (Sud-àfrica)
- Caponia hastifera Purcell, 1904 (Sud-àfrica, Moçambic)
- Caponia karrooica Purcell, 1904 (Sud-àfrica)
- Caponia natalensis (O. P.-Cambridge, 1874) (Tanzània, Sud-àfrica)
- Caponia secunda Pocock, 1900 (Sud-àfrica)
- Caponia simoni Purcell, 1904 (Sud-àfrica)
- Caponia spiralifera Purcell, 1904 (Sud-àfrica)

Caponina
Caponina Simon, 1891
- Caponina alegre Platnick, 1994 (Brasil)
- Caponina cajabamba Platnick, 1994 (Perú)
- Caponina Xilensis Platnick, 1994 (Xile)
- Caponina Xinacota Platnick, 1994 (Colòmbia)
- Caponina darlingtoni Bryant, 1948 (Hispaniola)
- Caponina longipes Simon, 1893 (Veneçuela)
- Caponina notabilis (Mello-Leitão, 1939) (Brasil, Uruguai, Argentina)
- Caponina paramo Platnick, 1994 (Colòmbia)
- Caponina pelegrina Bryant, 1940 (Cuba)
- Caponina sargi F. O. P.-Cambridge, 1899 (Guatemala, Costa Rica)
- Caponina testacea Simon, 1891 (Saint Vincent)
- Caponina tijuca Platnick, 1994 (Brasil)

Diploglena
Diploglena Purcell, 1904
- Diploglena capensis Purcell, 1904 (Sud-àfrica)
  - Diploglena capensis major Lawrence, 1928 (Sud-àfrica)

Nops
Nops MacLeay, 1839
- Nops anisitsi Strand, 1909 (Paraguai)
- Nops ariguanabo Alayón, 1986 (Cuba)
- Nops bellulus Chamberlin, 1916 (Perú)
- Nops blandus (Bryant, 1942) (Hispaniola, Illes Verges)
- Nops branicki (Taczanowski, 1874) (Guaiana Francesa)
- Nops coccineus Simon, 1891 (Saint Vincent)
- Nops craneae Chickering, 1967 (Trinidad)
- Nops enae Sánchez-Ruiz, 2004 (Cuba)
- Nops ernestoi Sánchez-Ruiz, 2005 (Hispaniola)
- Nops farhati Prosen, 1949 (Argentina)
- Nops flutillus Chickering, 1967 (Curaçao)
- Nops gertschi Chickering, 1967 (Hispaniola)
- Nops glaucus Hasselt, 1887 (Veneçuela, Bonaire)
- Nops guanabacoae MacLeay, 1839 (Cuba)
- Nops largus Chickering, 1967 (Panamà)
- Nops ludovicorum Alayón, 1976 (Cuba)
- Nops maculatus Simon, 1893 (Panamà, Veneçuela)
- Nops mathani Simon, 1893 (Brasil)
- Nops meridionalis Keyserling, 1891 (Brasil)
- Nops nitidus Simon, 1907 (Brasil)
- Nops proseni Birabén, 1954 (Argentina)
- Nops siboney Sánchez-Ruiz, 2004 (Cuba)
- Nops simla Chickering, 1967 (Panamà, Trinidad)
- Nops sublaevis Simon, 1893 (Veneçuela)
- Nops toballus Chickering, 1967 (Jamaica)
- Nops ursumus Chickering, 1967 (Panamà)
- Nops variabilis Keyserling, 1877 (Colòmbia, Brasil)

Nopsides
Nopsides Chamberlin, 1924
- Nopsides ceralbonus Chamberlin, 1924 (Mèxic)

Notnops
Notnops Platnick, 1994
- Notnops calderoni Platnick, 1994 (Xile)

Orthonops
Orthonops Chamberlin, 1924
- Orthonops gertschi Chamberlin, 1928 (EUA)
- Orthonops giulianii Platnick, 1995 (EUA)
- Orthonops icenoglei Platnick, 1995 (EUA, Mèxic)
- Orthonops iviei Platnick, 1995 (EUA)
- Orthonops johnsoni Platnick, 1995 (EUA)
- Orthonops lapanus Gertsch & Mulaik, 1940 (EUA)
- Orthonops ovalis (Banks, 1898) (Mèxic)
- Orthonops overtus Chamberlin, 1924 (Mèxic)
- Orthonops zebra Platnick, 1995 (EUA)

Taintnops
Taintnops Platnick, 1994
- Taintnops goloboffi Platnick, 1994 (Xile)

Tarsonops
Tarsonops Chamberlin, 1924
- Tarsonops clavis Chamberlin, 1924 (Mèxic)
- Tarsonops sectipes Chamberlin, 1924 (Mèxic)
- Tarsonops sternalis (Banks, 1898) (Mèxic)
- Tarsonops systematicus Chamberlin, 1924 (Mèxic)

Tisentnops
Tisentnops Platnick, 1994
- Tisentnops leopoldi (Zapfe, 1962) (Xile)